# Rinalds Sirsniņš
Rinalds Sirsniņš, né le 4 juillet 1985, à Ogre, en République socialiste soviétique de Lettonie, est un joueur letton de basket-ball. Il évolue aux postes de meneur et d'arrière.

## Palmarès
- Champion de Lettonie 2008, 2010
- EuroCoupe 2008